# Dagâța, Iași
Dagâța este satul de reședință al comunei cu același nume din județul Iași, Moldova, România.